# China watcher
China watcher (z jęz. angielskiego: tzw. obserwator Chin) – osoba, która zajmuje się stałym monitoringiem spraw Chińskiej Republiki Ludowej, w odróżnieniu do tzw. „pekinologów” obserwujących działania władz ChRL, lub „sinologów” naukowo badających chińskie języki, literaturę, kulturę, historię, filozofię, religię, również politykę i gospodarkę itd.
Termin „obserwowanie Chin” powstał przez analogię do prowadzonej przez ornitologów obserwacji ptaków. Jest to semantyczna przerwa w stosunku do wcześniejszego terminu „China Hands” (ręce chińskie), który odnosił się do zachodnich biznesmenów, którzy publikowali informacje i komentarze polityczne z ChRL. Po rewolucji chińskiej w 1949 chińscy obserwatorzy częściej wywodzili się ze środowiska akademickiego niż biznesowego, i działali poza konsulatami (np. Stanów Zjednoczonych) w Hongkongu. 
Określenie „China watcher” można odróżnić od „sinologa”, który może luźno odnosić się do każdego, kto zajmuje się Chinami ale, zwłaszcza w Stanach Zjednoczonych, częściej odnosi się do tych, którzy studiują klasyczny język, literaturę lub cywilizację chińską. W innych językach, tam gdzie termin „pekinolog” nie istnieje, użycie tych terminów jest mniej sztywne, na przykład w języku francuskim termin sinologue odnosiłby się zarówno do badacza sinologii, jak i reportera - „pekinologa”. 
Dla wielu tzw. obserwatorów Chin (China watchers) istotnym źródłem informacji o tym kraju było czasopismo Far Eastern Economic Review.